# Traseul Cuiburile Vulturilor

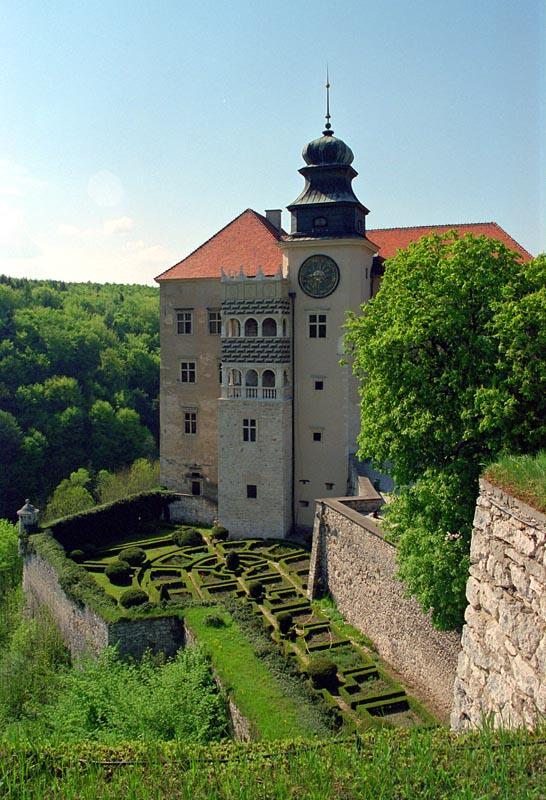
Castel în Pieskowa Skala pe traseul marcat al Cuiburilor Vulturilor

Traseul Cuiburilor Vulturilor (în poloneză Szlak Orlich Gniazd) din sud-vestul Poloniei, este un traseu delimitat, numit după un lanț de 25 de castele medievale pe lângă care trece, între Częstochowa și Cracovia. Traseul Cuiburilor Vulturilor a fost marcat prima dată de Kazimierz Sosnowski. Din 1980, o mare parte din zona a fost desemnată ca zonă protejată, cunoscută sub numele de Parcul Cuiburile Vulturilor (în poloneză Park Krajobrazowy Orlich Gniazd).
O mare parte din castele datează din secolul al XIV-lea și au fost construite prin ordin al regelui Cazimir al III-lea al Poloniei. Acestea au fost numite "Cuiburi de Vulturi", întrucât cele mai multe dintre ele sunt situate pe stânci înalte, mari ale lanțului din Jura poloneză care are multe stânci de calcar și văi. Ele au fost construite de-a lungul secolului al XIV-lea la granița dintre Polonia Mică și Silezia, care la acel moment aparținea Regatului Boemiei.
Traseul Cuiburilor Vulturilor este considerat unul dintre cele mai bune trasee turistice din Polonia, marcate ca nr. 1 pe lista oficială dintre cele mai populare trasee din țară. El cuprinde toate cele 25 de castele și turnuri, are o lungime de 163 km (traseul de biciclete are o lungime de 188 km). La cele mai multe dintre aceste locuri se poate ajunge și cu autobuzul.

## Castele Cuiburilor Vulturilor
Castelele Cuiburilor Vulturilor (poloneză Orle Gniazda), multe dintre supraviețuind numai sub forma unor ruine pitorești, sunt cocoțat pe cele mai înalte stânci dintre Częstochowa și fosta capitală poloneză, Cracovia. Castelele au fost construite pentru a proteja Cracovia, precum și importante rute comerciale împotriva cotropitorilor străini. Mai târziu, castelele au trecut în mâinile diferitelor familii aristocratice poloneze.
| Castelele Cuiburilor Vulturilor de-a lungul traseului marcat (*) incluzând structurile similare din Jura poloneză [1] | | |
| Castele regale | Castelele cavalerilor | Turnuri defensive de supraveghere |
| 1. Castelul Będzin * 2. Castelul Bobolice * 3. Castelul Brzeźnica 4. Cracovia - Wawel * 5. Castelul Krzepice 6. CastelulLelów 7. Castelul Ojców * 8. Castelul Olkusz 9. Castelul Olsztyn * 10. Castelul Ostrężnik 11. Castelul Rabsztyn * 12. Castelul Wieluń 13. Castelul Żarnowiec Castele episcopale 1. Castelul "Lipowiec" - Babice 2. Castelul Siewierz * 3. Castelul Sławków | 1. Castelul Biały Kościół Castle 2. Castelul Bobrek 3. Castelul Bydlin * 4. Castelul Częstochowa - Błeszno 5. Castelul Danków 6. Castelul Koniecpol - Chrząstów 7. Castelul Koniecpol Stary 8. Castelul Korzkiew * 9. Castelul Koziegłowy 10. Castelul Cracovia - Gródek 11. Castelul Tenczyn - Tyniec 12. Castelul Krzykawka 13. Castelul Mirów * 14. Castelul Morawica 15. Castelul "Bąkowiec" - Morsko * 16. Castelul Pieskowa Skała * 17. Castelul Pilica * 18. Castelul Ogrodzieniec - Podzamcze* 19. Castelul Tenczyn - Rudno 20. Castelul Smoleń * 21. Castelul Udórz 22. Castelul Żarki | 1. Częstochowa - Mirów 2. Giebło 3. Klucze 4. Castelul Łutowiec 5. Przewodziszowice 6. Castelul Ryczów 7. Siedlec n. Będzin 8. Suliszowice 9. Wiesiółka 10. Złoty Potok Turnuri rezidențiale-defensive 1. Dubie 2. Grabowa 3. Cracovia - Zwierzyniec 4. Kwaśniów |

## Galerie foto

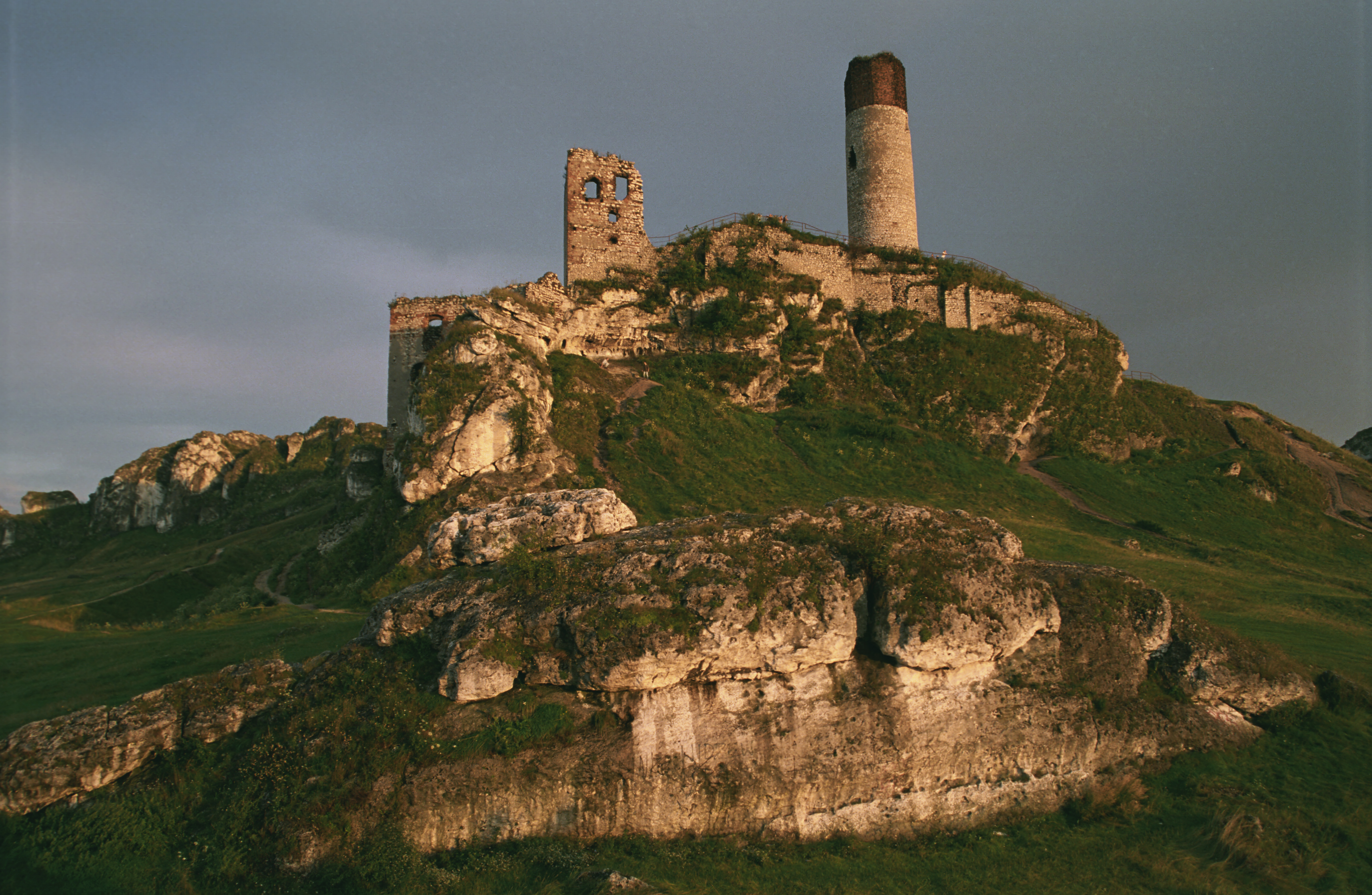
Castelul Olsztyn
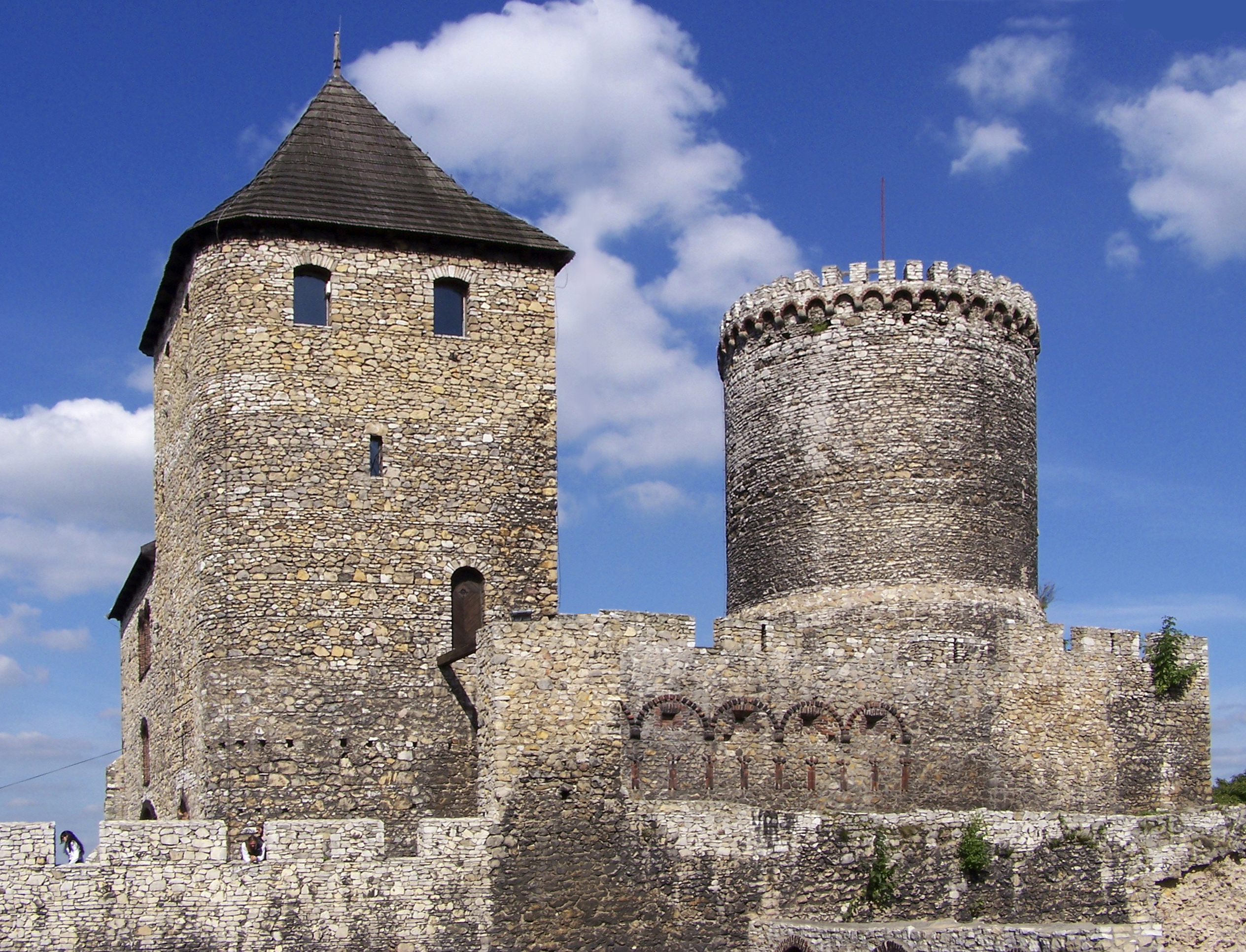
Castelul Będzin
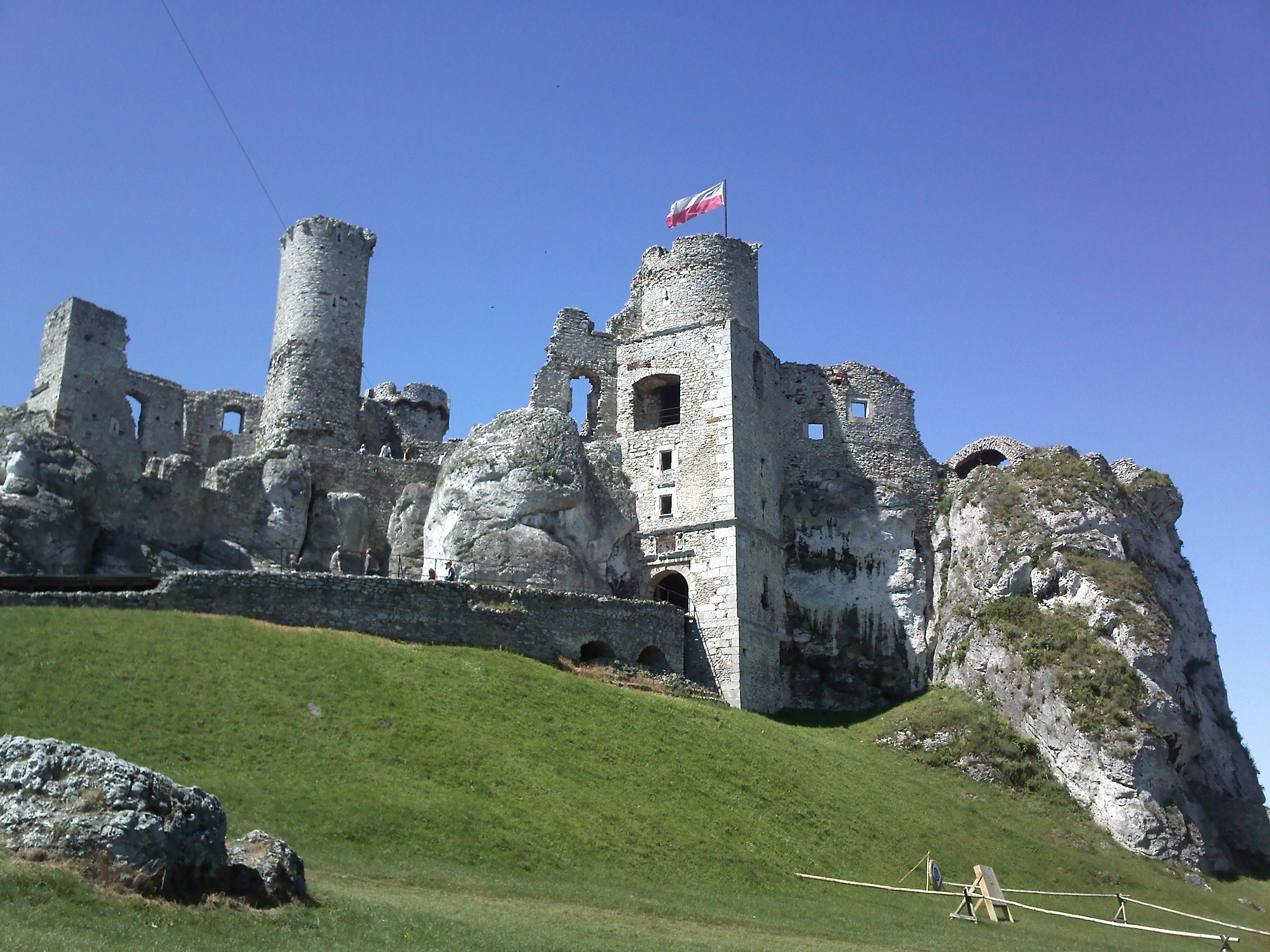
Castelul Ogrodzieniec
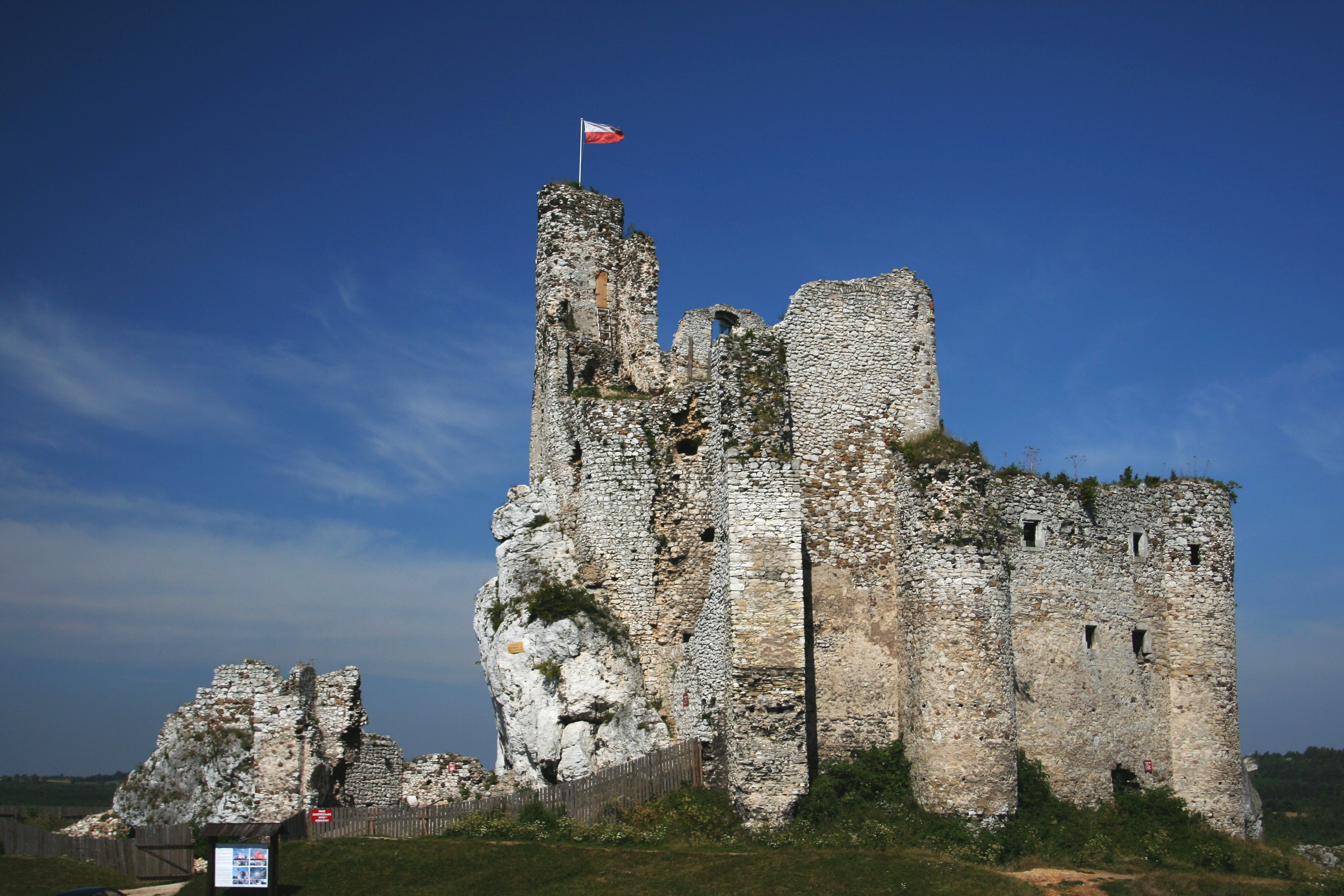
Castelul Mirów
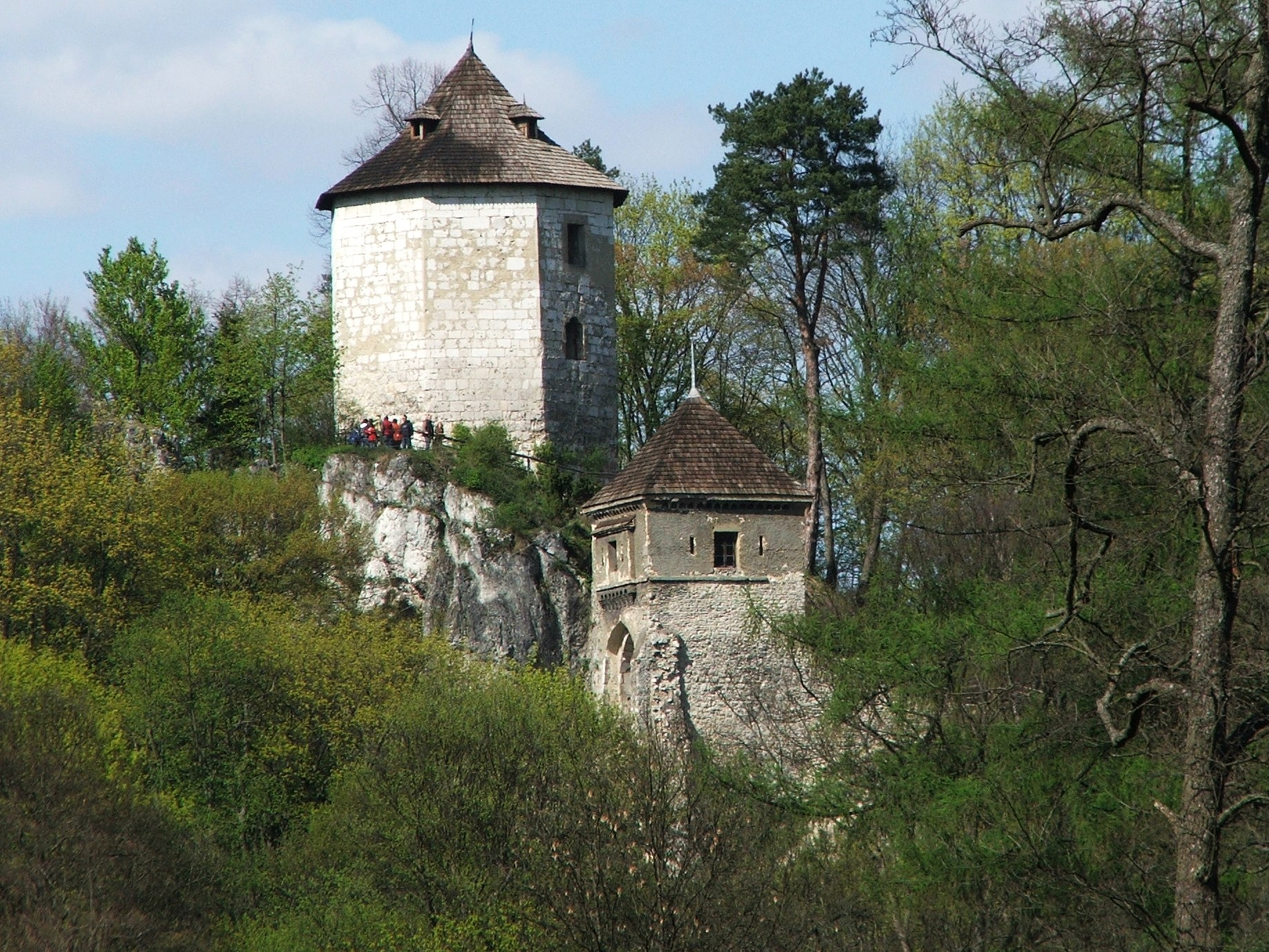
Castelul Ojców
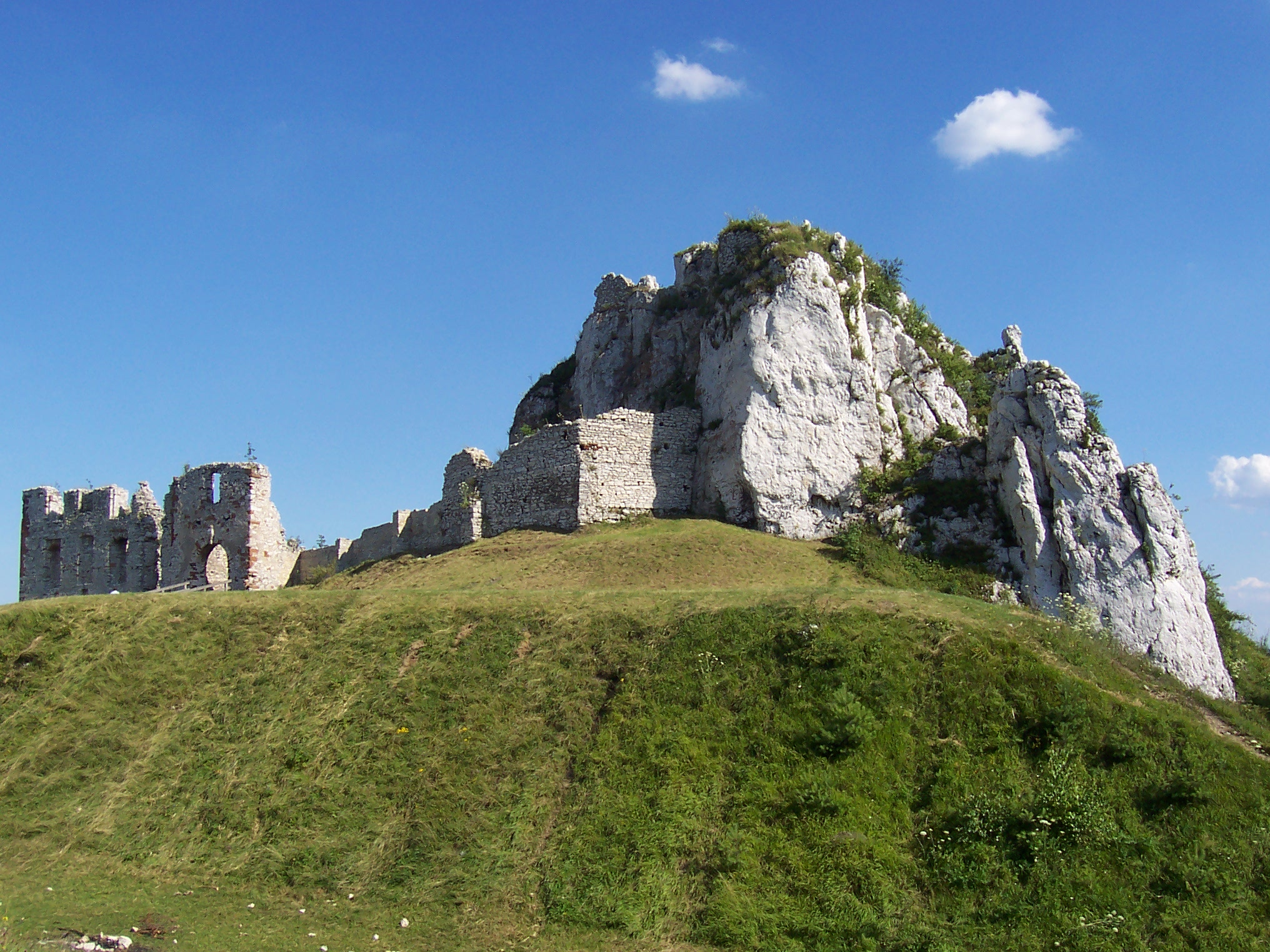
Castelul Rabsztyn
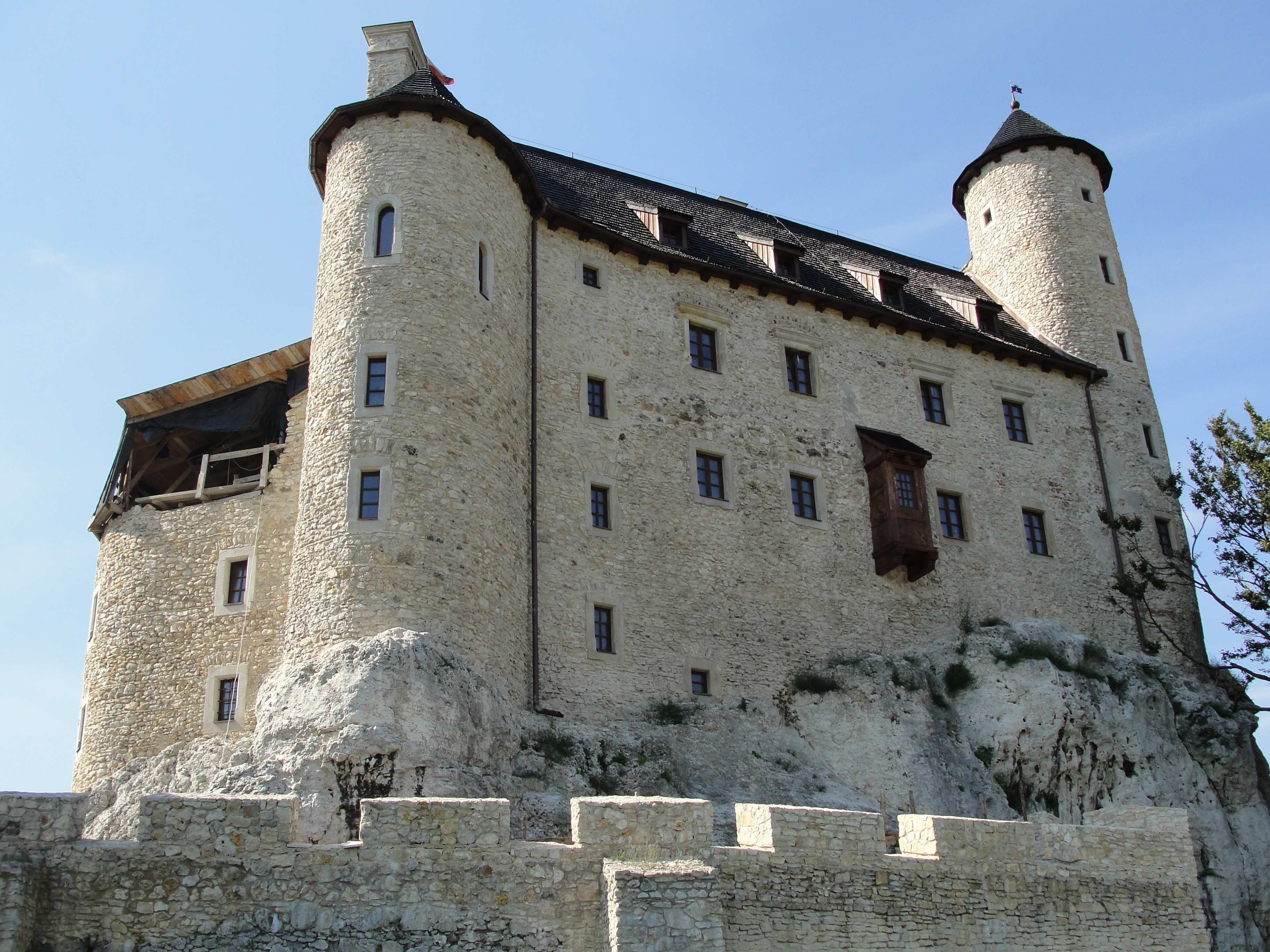
Castelul Bobolice
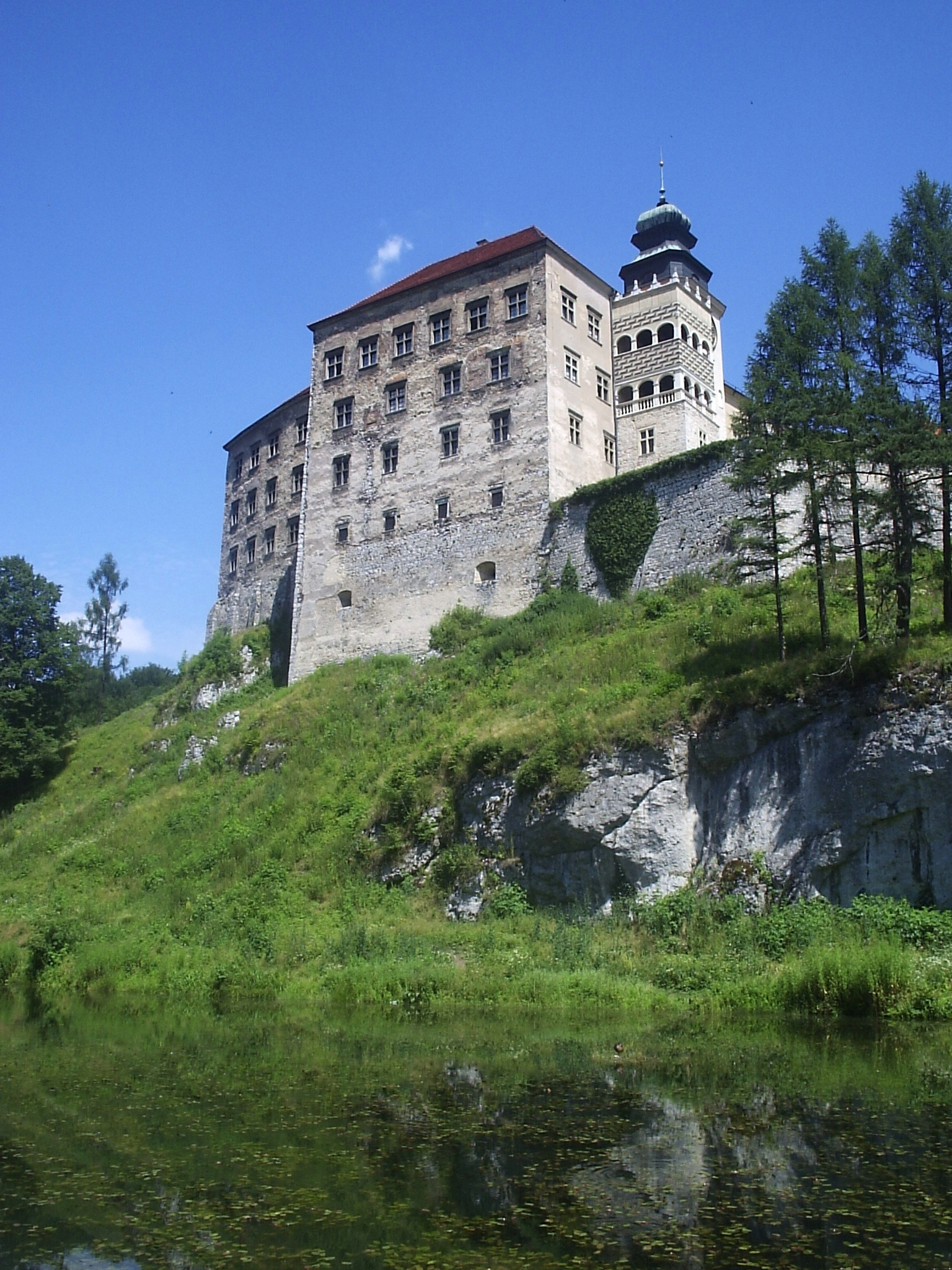
Castelul Pieskowa Skała
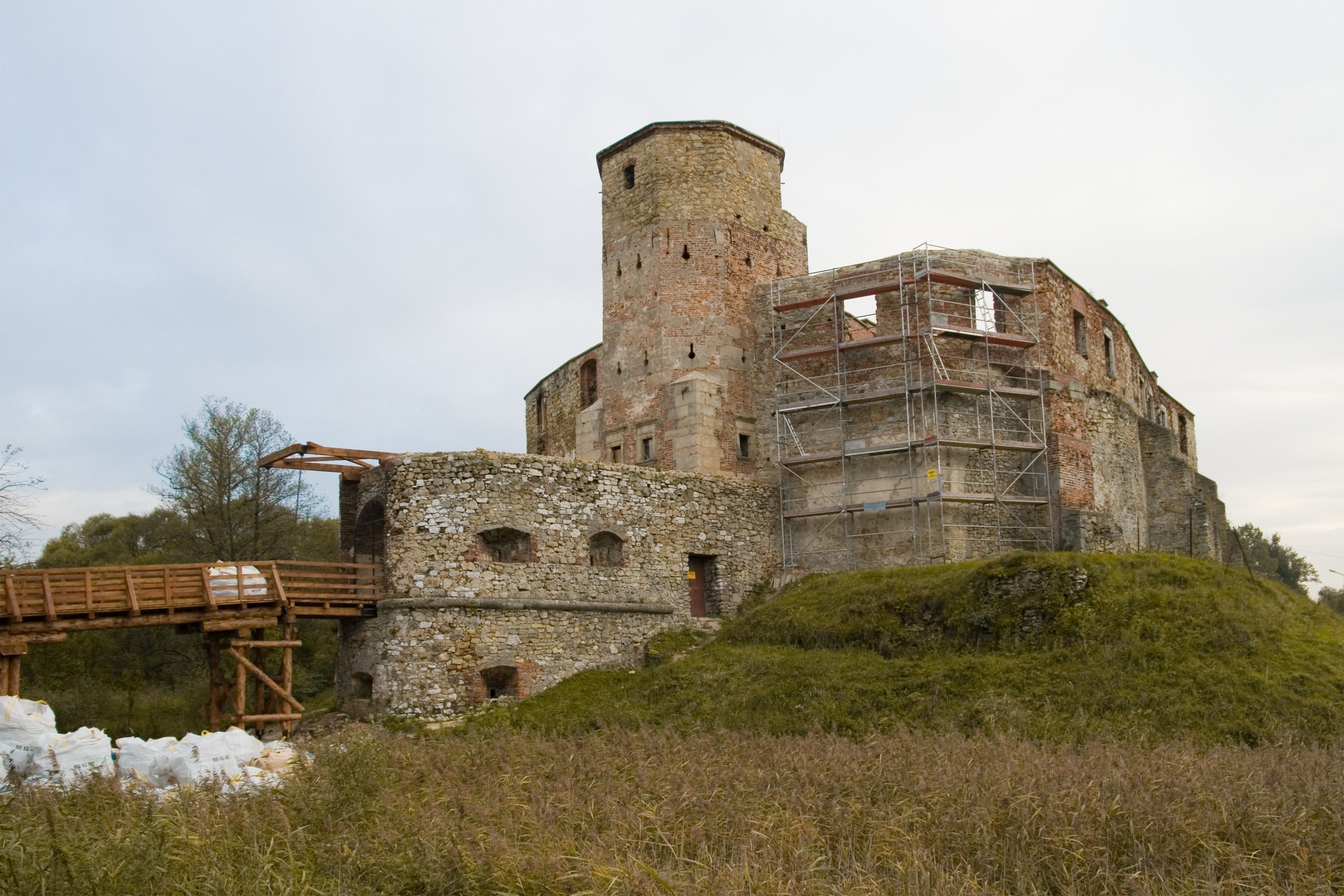
Castelul Siewierz
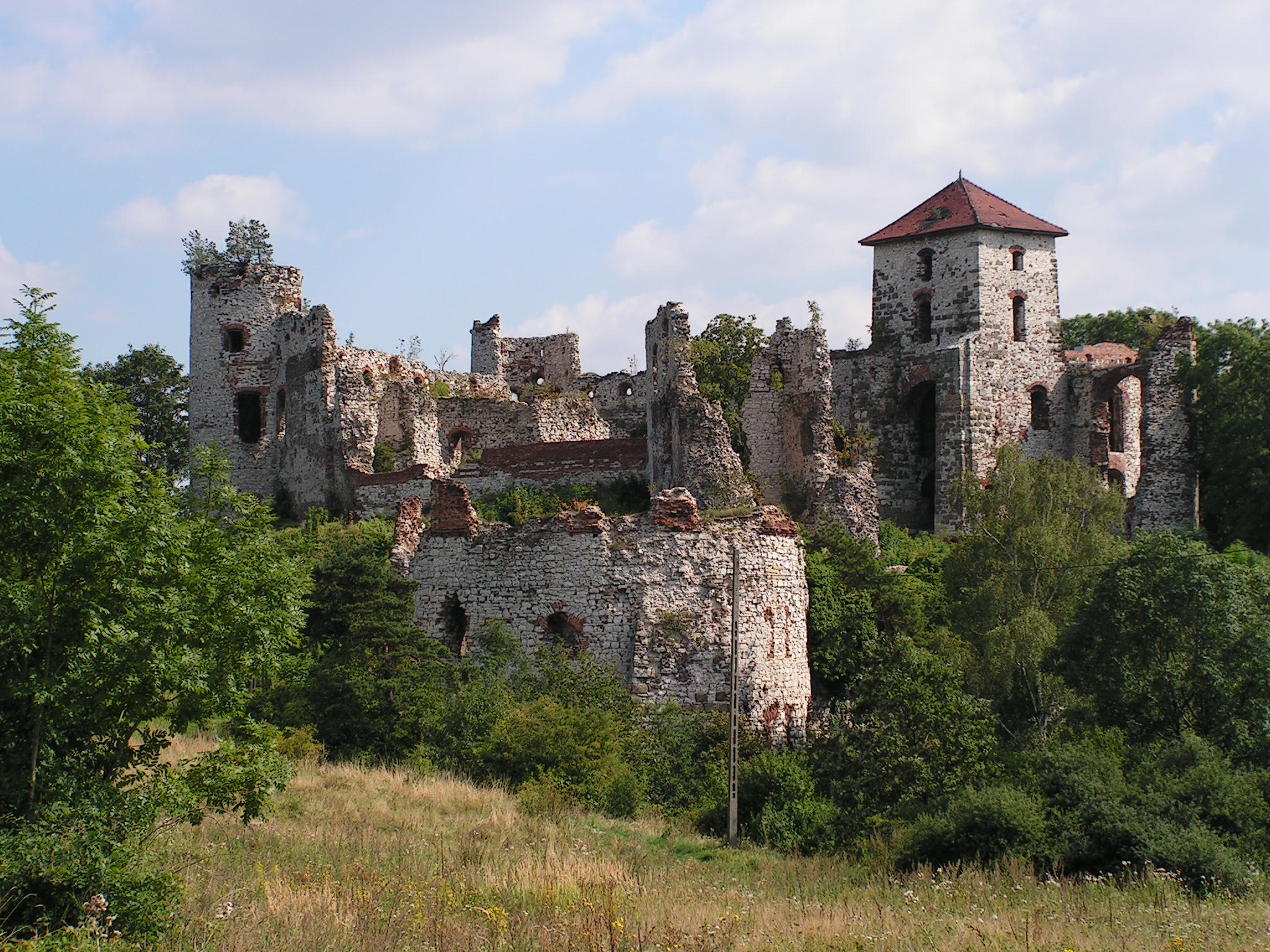
Castelul Tenczyn
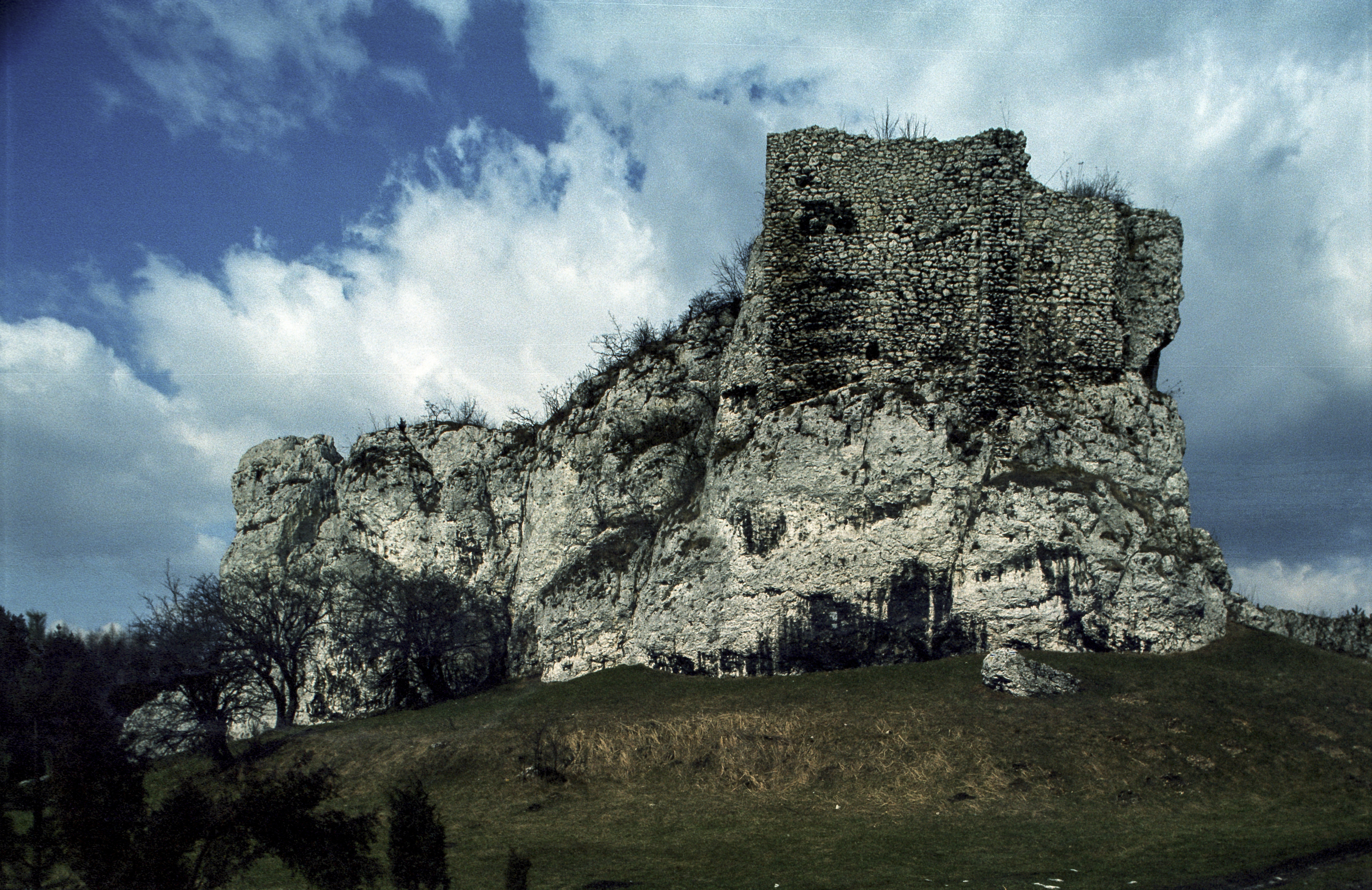
Castelul Przewodziszowice
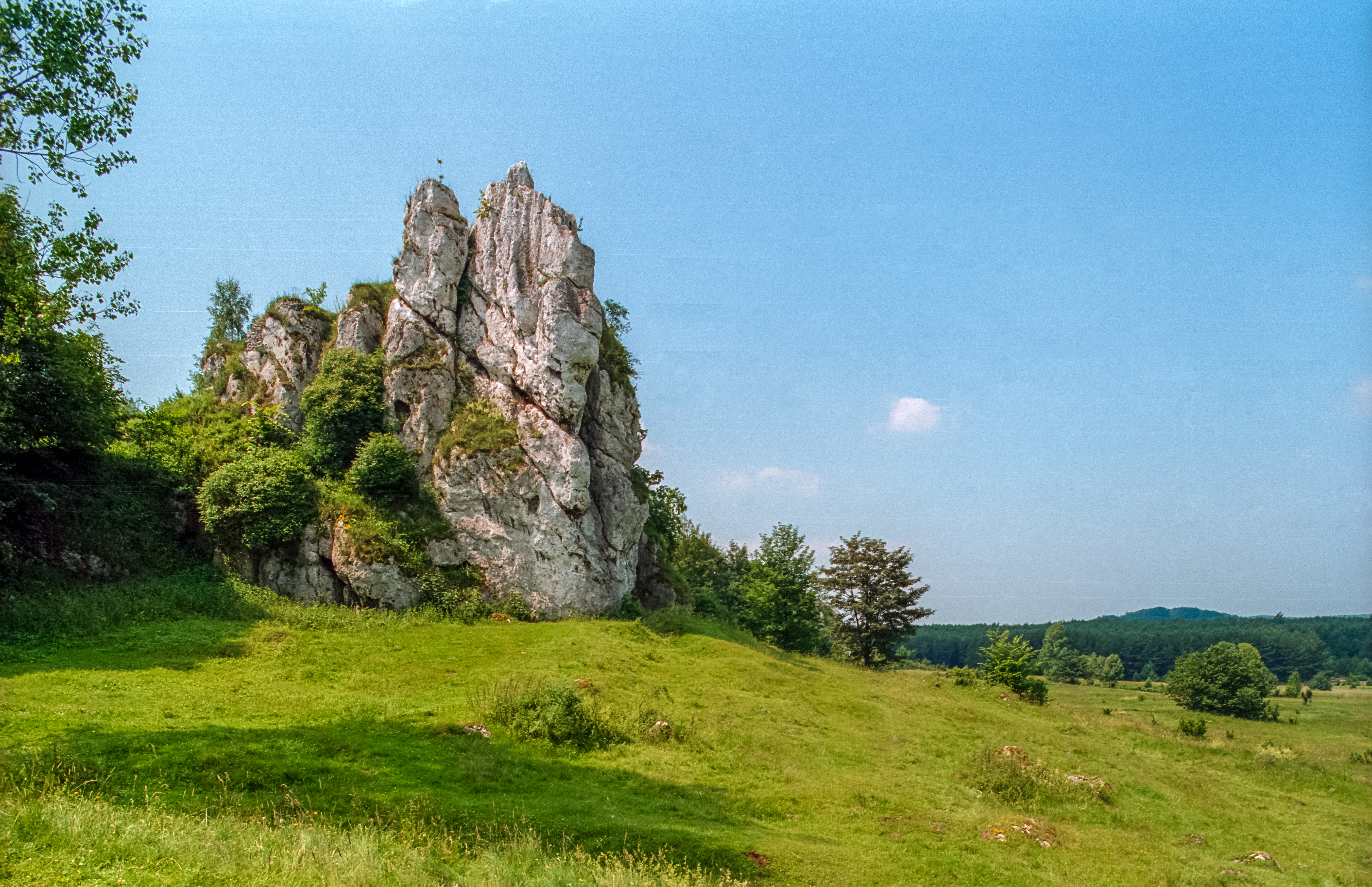
Castelul Łutowiec
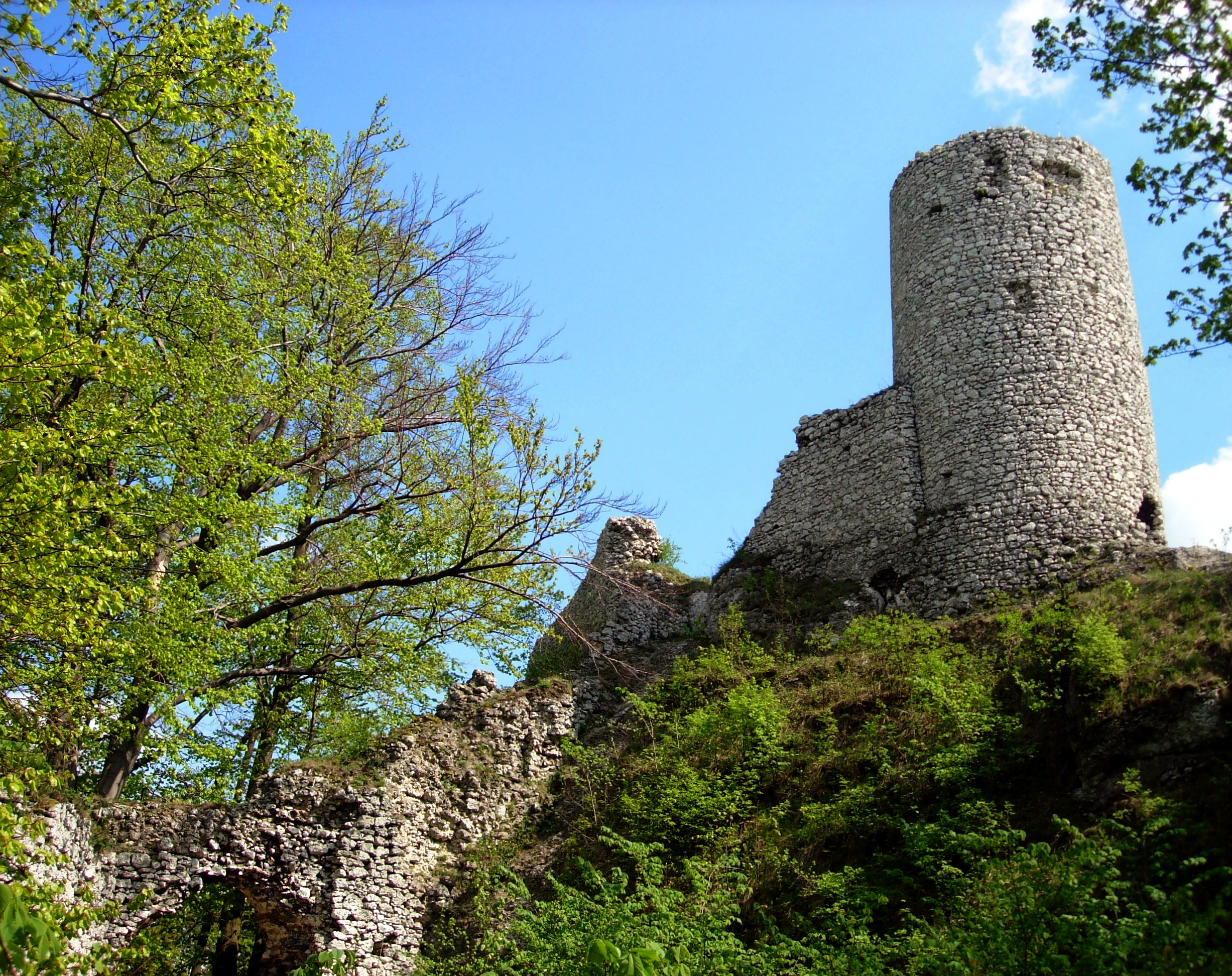
Castelul Smoleń
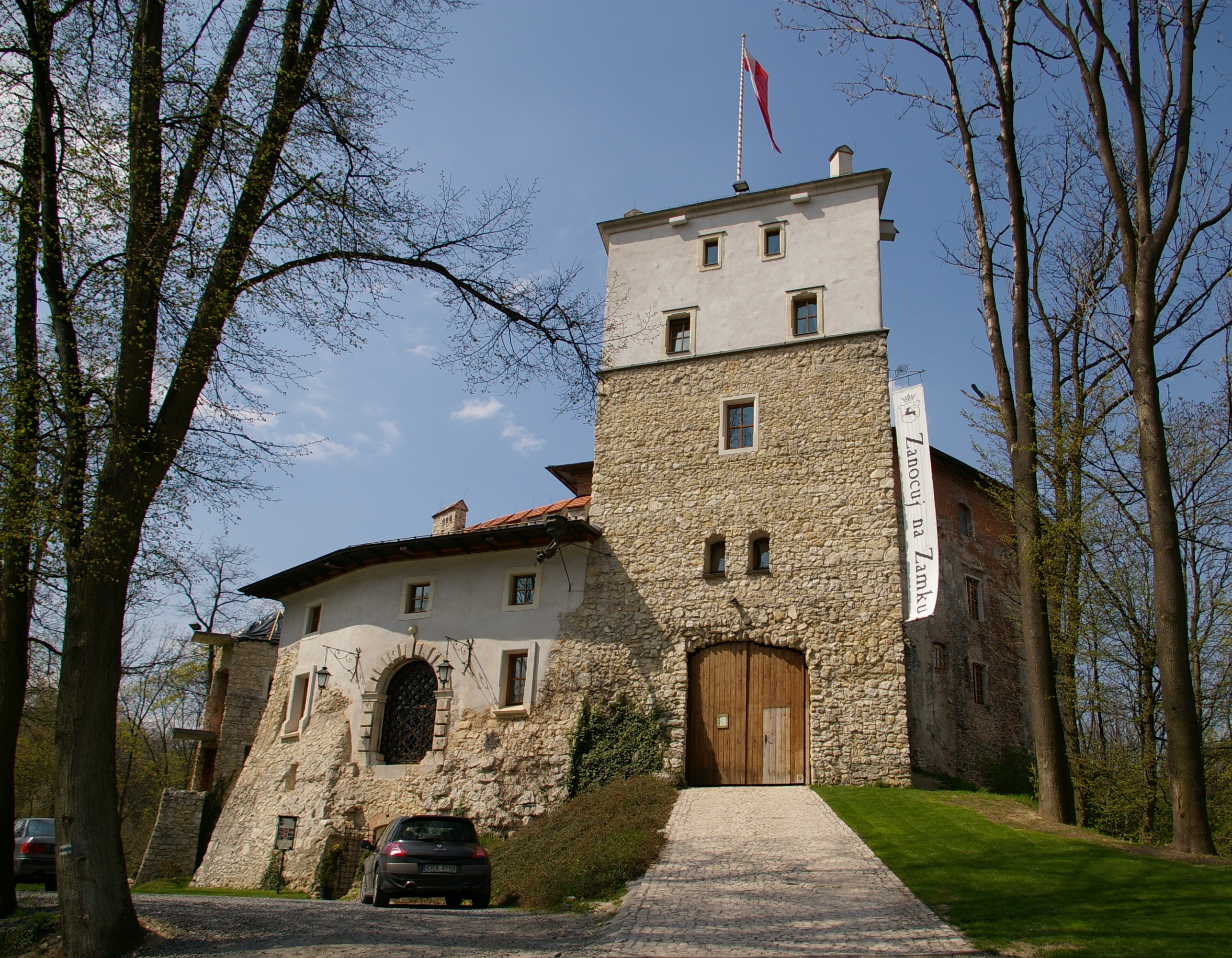
Castelul Korzkiew
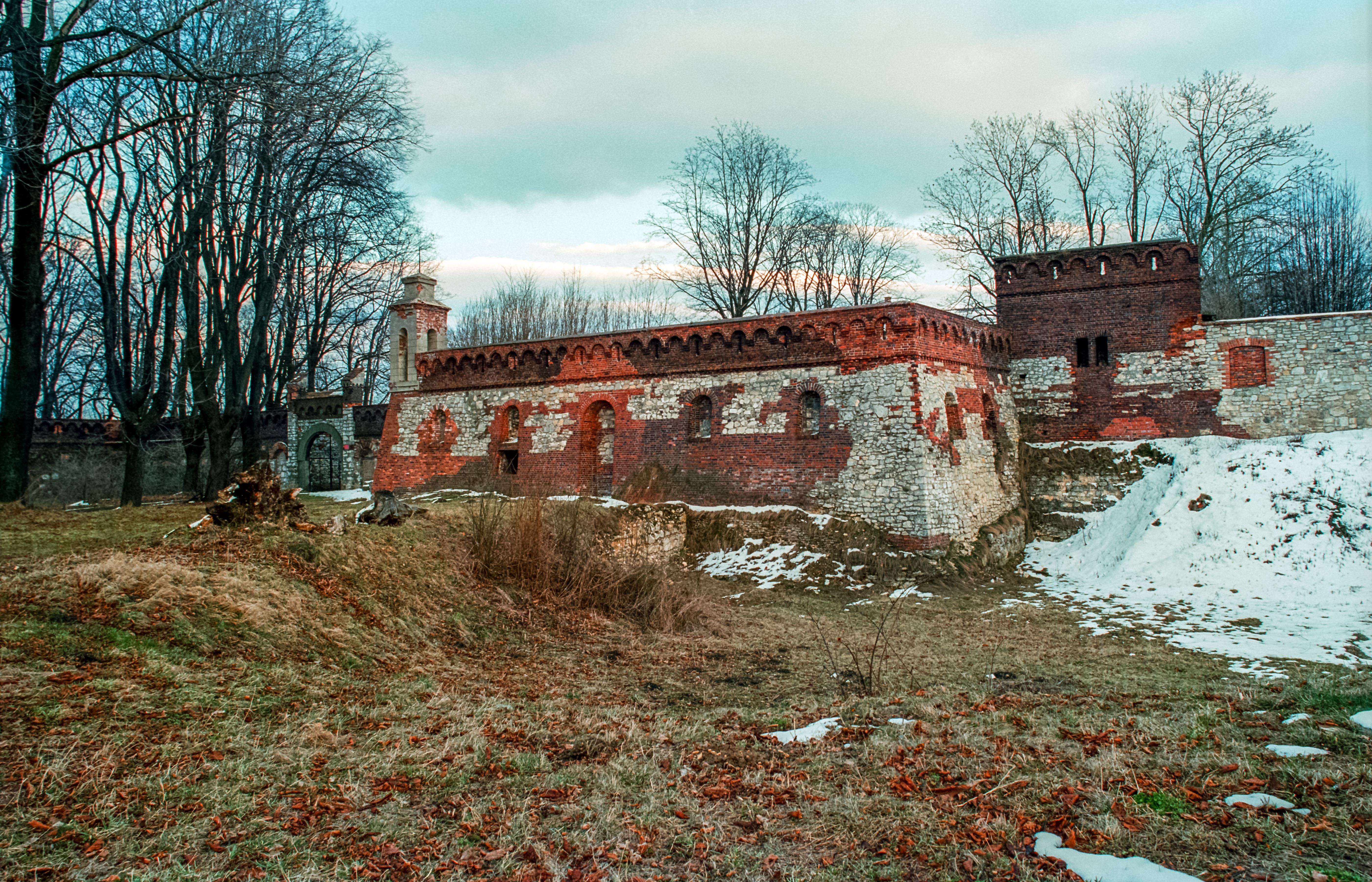
Castelul Pilica
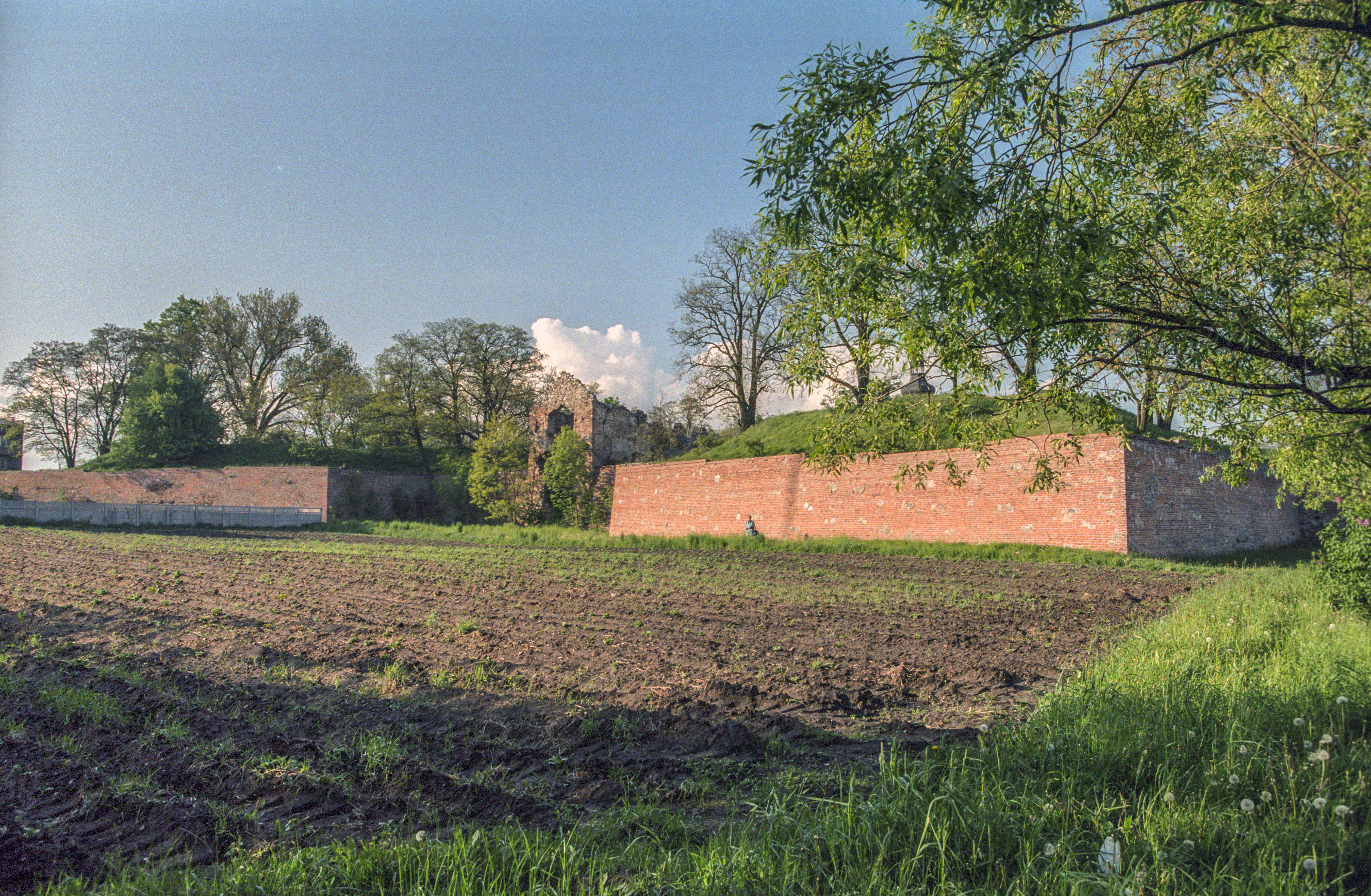
Castelul Danków
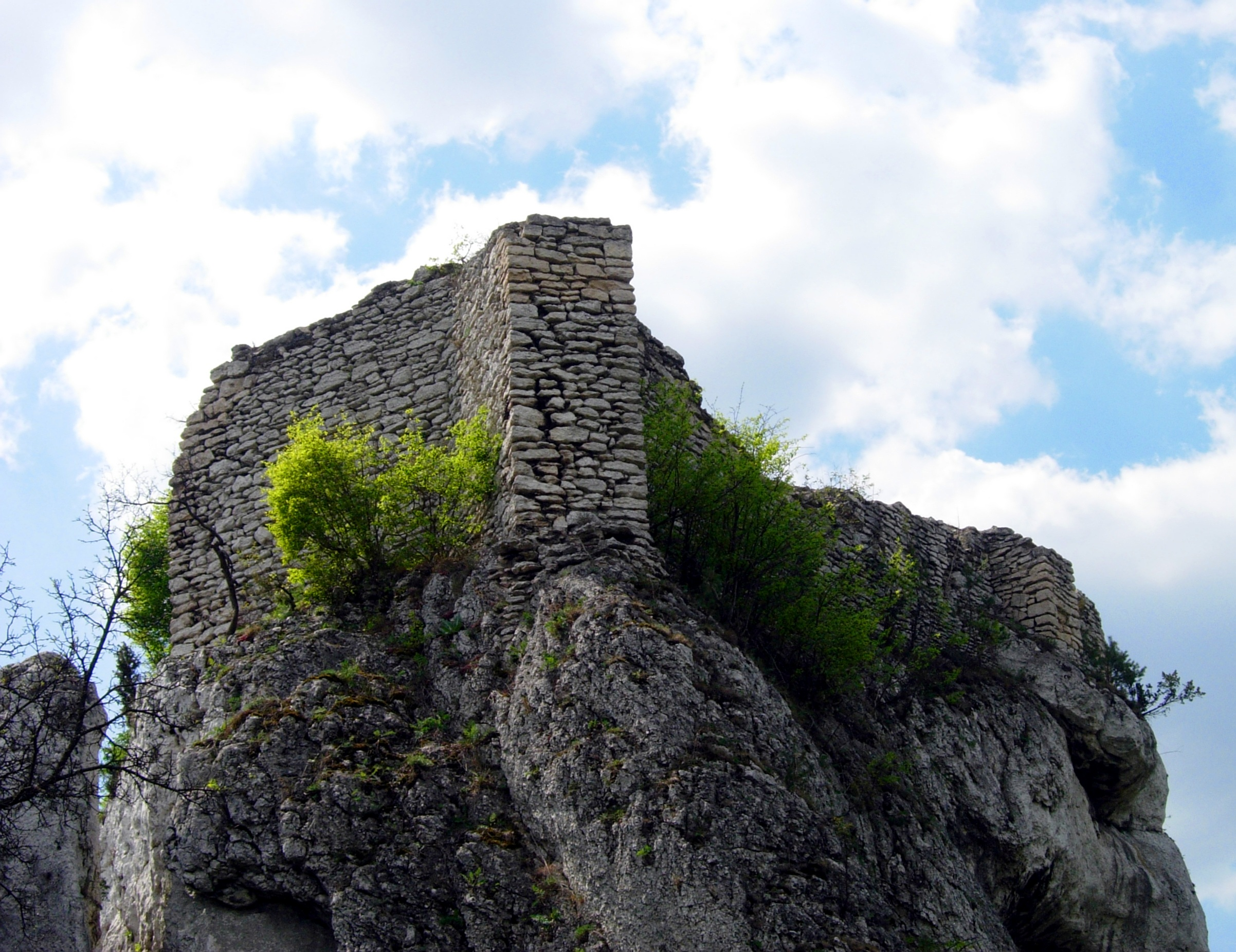
Castelul Ryczów
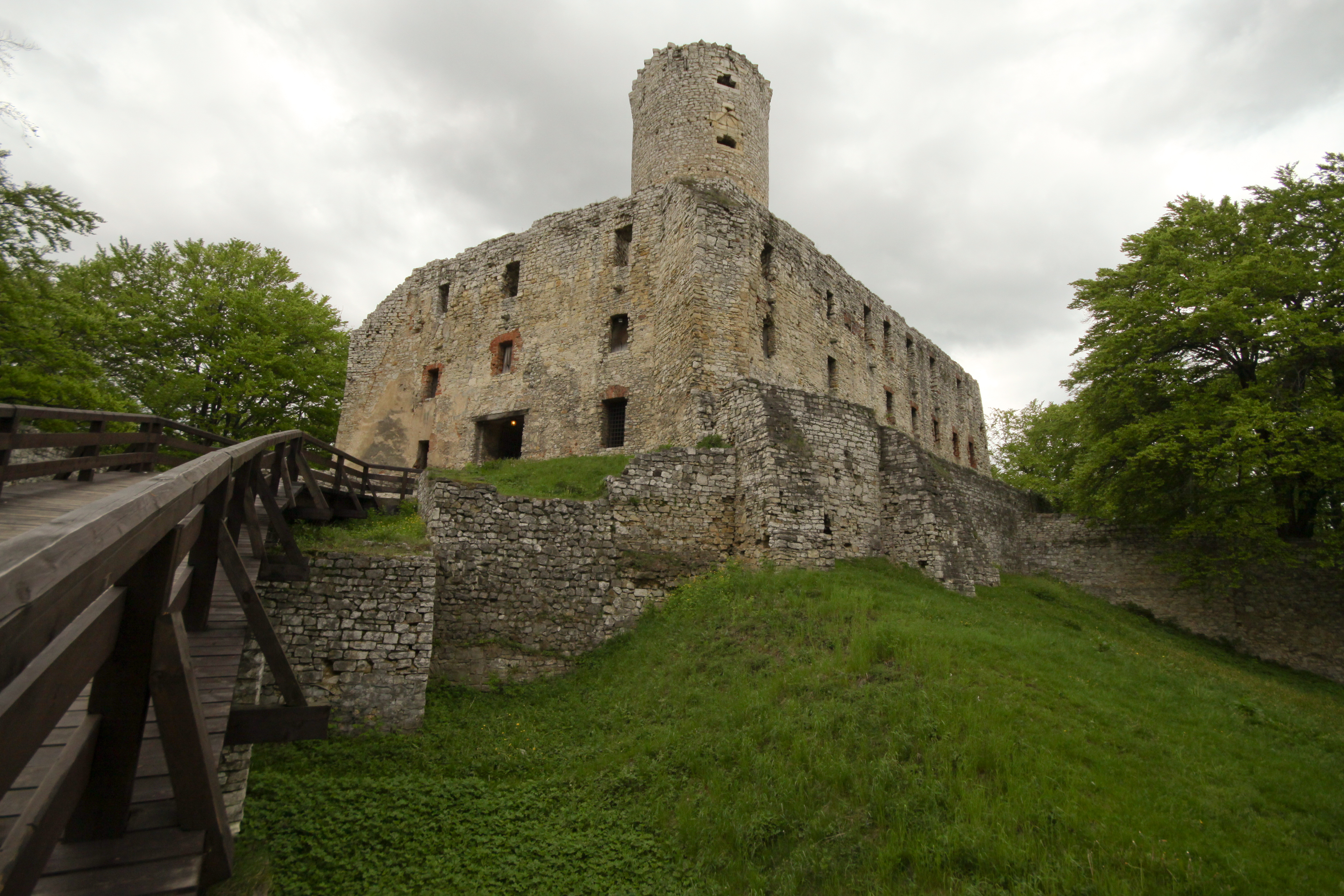
Castelul Lipowiec, Babice

Nota: fotografiile de mai sus pot include structuri situate în afara Traseului Cuiburilor Vulturilor.